# Sean McNamara (regissör)
Sean Patrick Michael McNamara, född 9 maj 1962 i Burbank i Kalifornien, är en amerikansk filmregissör, filmproducent, skådespelare, och manusförfattare. Han är mest känd för att ligga bakom regin i filmerna Soul Surfer och The Miracle Season. Han har också samarbetat med den sydkoreanske filmskaparen Shin Sang-ok, och bland annat skapat kampsportsfilmen 3 Ninjas och tivoliattentatet från 1998, med Hulk Hogan i huvudrollen.

## Filmografi (i urval)

### Filmer
- 1997 – Casper – Det magiska äventyret
- 1998 – 3 Ninjas och tivoliattentatet
- 1998 – Casper möter Wendy
- 2003 – The Even Stevens Movie
- 2004 – Raise Your Voice
- 2006 – Kärlek på hal is: Jakten på guldet
- 2007 – Bratz: The Movie
- 2009 – Into the Blue 2: The Reef
- 2009 – Bring It On: Fight to the Finish
- 2011 – The Suite Life Movie
- 2011 – Soul Surfer
- 2013 – Space Warriors
- 2014 – Det blodiga fältet
- 2015 – Spare Parts
- 2018 – Aliens Ate My Homework
- 2018 – The Miracle Season
- 2020 – Mighty Oak
- 2020 – Aliens Stole My Body
- 2020 – Som hund och katt: Nu tassar vi igen
- 2022 – The King's Daughter
- 2023 – On a Wing and a Prayer

### TV-serier
- 1994 – Alex Mack (TV-serie)
- 2000–2003 – Even Stevens (TV-serie)
- 2003–2006 – That's so Raven (TV-serie)
- 2006–2009 – Beyond the Break (TV-serie)
- 2007–2008 – Jimmys vrickade värld (TV-serie)
- 2009 – Jonas (TV-serie)
- 2009 – Zeke & Luther (TV-serie)
- 2011 – Sonnys chans (TV-serie)
- 2011 – Shake It Up (TV-serie)
- 2011–2012 – Kickin' It (TV-serie)
- 2012 – Jessie (TV-serie)
- 2012 – A.N.T. – Avancerad Ny Talang (TV-serie)
- 2012 – Lab Rats (TV-serie)
- 2017–2018 – Chesapeake Shores (TV-serie)
- 2019 – Gabby Duran & de omöjliga (TV-serie)